# Uncharted: Golden Abyss
Uncharted: Golden Abyss ist ein Action-Adventure für die tragbare Spielkonsole PlayStation Vita, das von Sonys Bend Studio entwickelt wurde. Es ist Launchtitel der Vita und erschien damit zum Verkaufsstart der Konsole im Dezember 2011 in Japan, im Folgejahr auch auf dem nordamerikanischen und europäischen Markt. Es ist ein eigenständiger Ableger der Uncharted-Reihe von Naughty Dog.

## Handlung
Die Geschichte spielt vor der Handlung des Erstlings Uncharted: Drakes Schicksal. Nathan Drake wird von seinem Freund Jason Dante um Unterstützung bei der Suche nach einer legendären Goldstadt gebeten. Dante kooperiert insgeheim mit dem Ex-General Roberto Guerro, der mit den Funden seine Guerilla-Armee finanzieren möchte. Bei der Besichtigung einer Grabungsstätte in Panama lernt Drake Marisa Chase kennen, deren Großvater Vincent Perez ihr ein altes Amulett vermacht hat. Das Amulett gibt Hinweise für die Suche nach den legendären Sieben Städten aus Gold. Drake und Chase versuchen Dante und Guerro beim Aufspüren der Hinterlassenschaften zuvorzukommen.

## Entwicklung
Uncharted: Golden Abyss sollte nach Vorstellung Sonys eine „Killerapplikation“ bzw. ein „Systemseller“ für die neu erscheinende Handheld-Konsole PlayStation Vita werden. Daher wurde das hauseigene Bend Studio mit einer Adaption der erfolgreichen PS3-Reihe beauftragt. Bend nutzte dafür unter anderem den Touchscreen und die Bewegungssensoren der Konsole. Andere Ideen, wie eine Mehrspieler-Funktion oder der Einbau von AR-Funktionen wurden nicht umgesetzt. Nach einer frühen Kostenschätzung ging das Studio von Produktionskosten in Höhe von 13,5 Millionen Dollar aus, wodurch die Schwelle für den Break Even bei 647.000 verkauften Exemplaren veranschlagt wurde.

## Rezeption
Uncharted: Golden Abyss erhielt mehrheitlich positive Bewertungen (Metacritic: 80 %).

„Im Grunde ist Uncharted Golden Abyss ein Pflichtkauf für jeden, der sich eine PS Vita zulegt. Die Abenteuer von Nathan Drake sind packend erzählt, die Steuerung ist auch in Feuergefechten erstklassig und fühlt sich nach ein paar Minuten absolut eingängig an. Grafik und vor allem Animationen gehören an die Spitze dessen, was derzeit auf Handhelds machbar ist. Zwar erreicht die Handlung nicht ganz die Dramatik und Tiefe der großen Vorgänger, zwar ist der Superspektakelfaktor etwas niedriger und die Anzahl der Schauplätze arg begrenzt - aber das ist Jammern auf höchstem Niveau. Mit diesem starken Launch-Titel wird es interessant zu sehen, in welchen Bereichen die Entwickler auf der Vita im Laufe der Jahre noch zulegen können.“

Das Spiel stieg in Japan zum Verkaufsstart mit etwas mehr als 48.000 verkauften Kopie auf Platz 8 der Gesamtverkaufscharts alle Plattformen ein, einen Platz hinter Everybody’s Golf für Vita. In Großbritannien erreichte es Platz 1 der Verkaufscharts. Gemäß der NPD Group erreichte es im Februar 2012 als bester Vita-Titel die Top 20 der US-Gesamtverkaufscharts, Stand 2018 war es der bestverkaufte Vita-Titel auf dem US-Markt mit rund 400.000 verkauften Kopien.
Golden Abyss wurde 2013 anlässlich der DICE Awards für die Kategorien „Bestes Handheldspiel“ und „Herausragende Animationen“ nominiert. Bei den BAFTA Video Games Awards war Drake-Synchronsprecher Nolan North für seine Arbeit als „Bester Performer“ nominiert, das Skript des Spiels bei den Awards der Writers Guild of America für das „Beste Computerspieldrehbuch“.